# Кошачья викторина
«Кошачья викторина» (англ. The Cat's Quizzer) — детская сказка 1976 года американского писателя Доктора Сьюза и опубликована Random House 12 августа 1976 года. В марте 2021 года книга была отозвана из публикации компанией Dr. Seuss Enterprises.

## Сюжет
В начале книги Кот в шляпе знакомит читателя с Зигги и Зиззи Зозфоззель, говоря, что они оба получили 100 % ответов, но все ответы были «неправильными», и затем задаёт читателю повторяющийся вопрос: «Вы умнее Зоззфоззеля?» Вопросы в книге варьируются от простых вопросов до вопросов, достаточно сложных, чтобы утомить Кота.

## Изъятие книги с продаж
2 марта 2021 года компания Dr. Seuss Enterprises отозвала из публикации «Кошачью викторину» и пять других книг из-за включения изображений, которые они сочли «оскорбительными и неправильными». Очевидной причиной изъятия книги из публикации является иллюстрация (на одиннадцатой странице) жёлтой фигуры в шляпе кули с подписью: «Сколько лет вам должно быть, чтобы быть японцем?».
Удаление книг вызвало всплеск продаж других произведений Сьюза, что повлияло на чарты Amazon в Соединенных Штатах. CTV News сообщил, что все девять из десяти самых продаваемых книг были книгами Сьюза, за исключением книг, которые были удалены. Поскольку коллекционная стоимость изъятых книг значительно выросла, eBay также исключил книги из списка.